# Festival de Jazz de Sant Sebastià

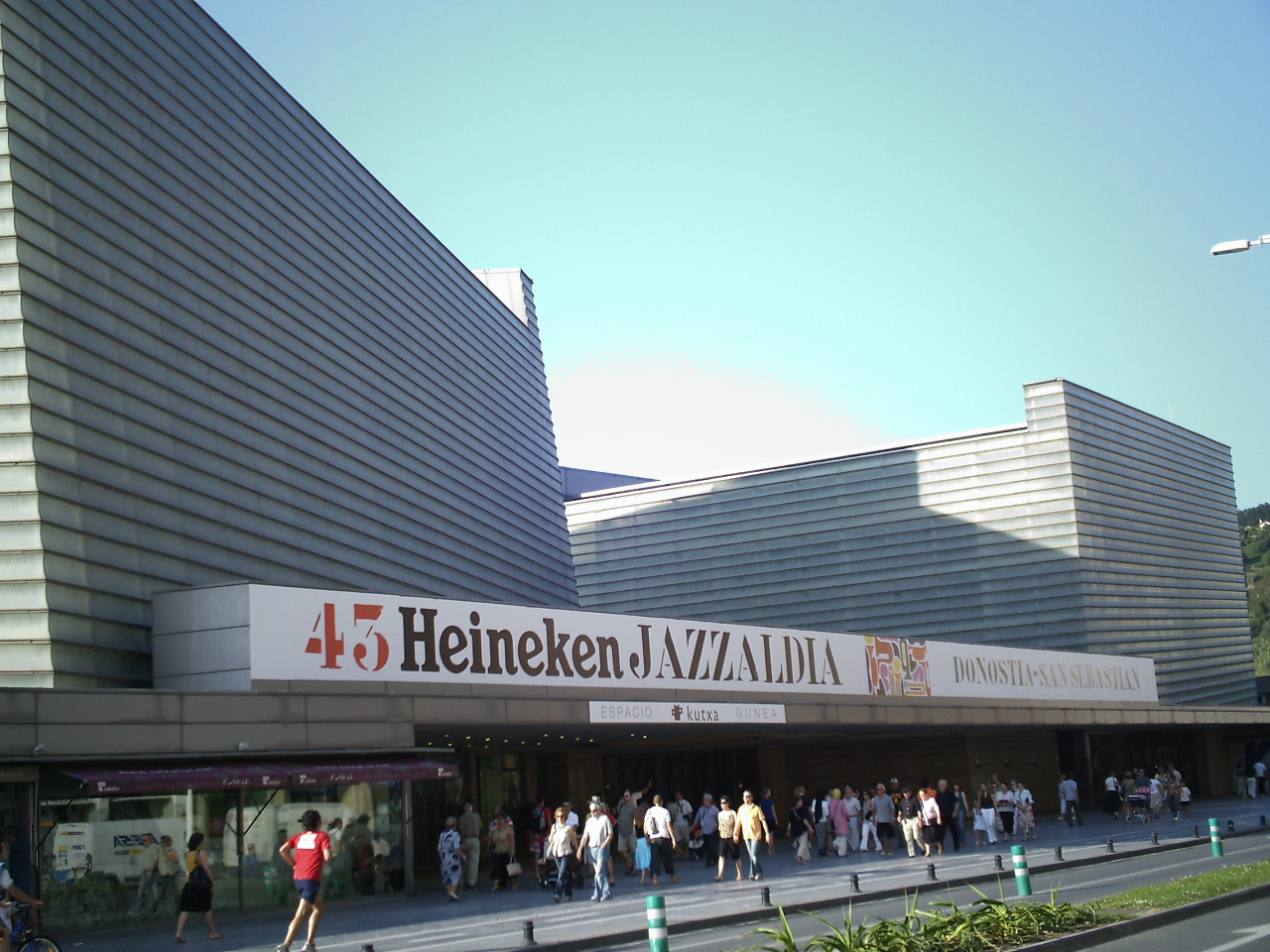
El Kurssal amb el cartell anunciador de la 43na edició de Jazzaldia.

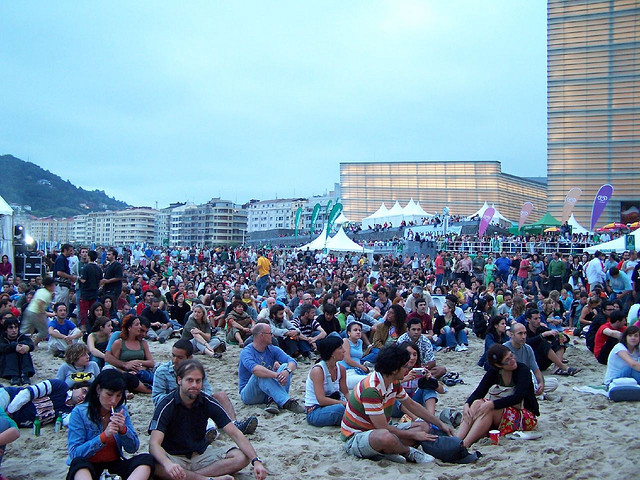
Públic del festival a la platja de Zurriola

El Festival de Jazz de Sant Sebastià (en basc: Donostiako Jazzaldia) és un festival de jazz que se celebra a la ciutat de Sant Sebastià (País Basc). La seva primera edició va ser en 1966, i al llarg de la seva història han participat més de 1.400 músics, amb el que ha estat un fidel reflex de la creació jazzística dels últims anys. És el més antic festival de jazz d'Espanya.

## Escenaris
En la història del festival hi ha hagut molts escenaris repartits per la ciutat. El més utilitzat ha estat el de la Plaça de la Trinitat, ja que es va començar a usar en els començaments del festival. A més d'est, hi ha hagut molts altres llocs on s'han realitzat concerts del festival com per exemple l'auditori del Kursaal, les terrasses del Kursaal a la platja de Zurriola, el velòdrom d'Anoeta…

## Premi Donostiako Jazzaldia
Des de l'any 1994, el Festival de Jazz de Sant Sebastià lliura el Premi Donostiako Jazzaldia a una figura destacada, com a reconeixement a la seva contribució a l'enriquiment del jazz i a la seva influència en generacions posteriors de músics. El guardó consisteix en una placa que reprodueix l'escenari més emblemàtic del Festival: la Plaça de la Trinitat' i ha estat entregat a personalitats destacades com Keith Jarrett, Ahmad Jamal, Wayne Shorter, Herbie Hancock, Shirley Horn, Elvis Jones, Ray Brow i Ron Carter.